# Síndrome del XYY
El síndrome XYY  (también llamado síndrome del supermacho o síndrome de Jacobs, entre otros) es un trastorno genético (específicamente una trisomía) de los cromosomas sexuales donde el hombre recibe un cromosoma Y extra, produciendo el cariotipo 47,XYY. 
Algunos médicos genetistas cuestionan si el uso del término «síndrome» es apropiado para esta anomalía, porque el fenotipo es prácticamente normal, (no padecen trastornos de gran envergadura)  ya que la gran mayoría (estimando que un 97 % en el Reino Unido) de hombres con 47,XYY no conocen su cariotipo. Esta trisomía no es hereditaria.

## Rasgos físicos
Con gran frecuencia, esta alteración cromosómica no causa características físicas inusuales o problemas médicos. Los jóvenes y adultos con 47,XYY son regularmente varios centímetros más altos que sus padres y hermanos, además de que acostumbran a tener las extremidades bastante más largas en proporción a su cuerpo. En muy pocos casos se ha reportado acné severo, pero dermatólogos especialistas en este campo manifiestan que no existe evidencia que se relacione con 47, XYY.
Los niveles de testosterona (prenatal y posnatal) son más altos en hombres con 47, XYY. La mayoría de los hombres con 47, XYY tienen un desarrollo sexual normal y por lo regular son fértiles. El 47 XYY no ha sido identificado por las características físicas, la condición es usualmente detectada sólo durante el análisis genético, solicitado por razones distintas a las de los cigotos ultra desarrollados.

## Comportamiento característico
Los jóvenes con 47, XYY tienen mayor riesgo de padecer problemas de aprendizaje (por encima del 50 %) y retraso en el desarrollo del lenguaje. En este contexto, estudios reportan que el 10 % de todos los jóvenes tenían un problema de aprendizaje.
Como los niños con síndrome de Klinefelter (XXY) y las niñas con síndrome del triple X (XXX), la puntuación de cociente intelectual de jóvenes con 47,XYY es en promedio 10–15 puntos por debajo de sus hermanos. Es importante resaltar que esta variación tiene en promedio una diferencia de doce puntos de CI y que ocurre normalmente entre niños de la misma familia. En catorce diagnósticos prenatales que arrojaron 47,XYY de niños de familias con alto estatus socioeconómico, el CI disponible para seis jóvenes estuvo en rangos entre 100–147 con una media de 120. Once afectados por el síndrome se compararon con sus hermanos, resultando que en nueve de los casos los hermanos no afectados presentaban mejor rendimiento académico, en un caso el rendimiento fue equivalente y en otro caso superior a sus hermanos.
El retraso en el desarrollo y los problemas de comportamiento también son posibles. La agresión no es vista frecuentemente en hombres con 47,XYY.

## Causa
El 47,XYY usualmente ocurre como evento aleatorio durante la formación del espermatozoide. Esta anomalía rara vez se hereda a la descendencia. Un error en la división celular durante la anafase lI de la meiosis, la llamada no disyunción meiótica, puede dar como resultado un espermatozoide con una copia extra del cromosoma (Y). Si uno de estos espermatozoides atípicos contribuye a la formación genética del niño, este tendrá un cromosoma (Y) extra en cada célula de su cuerpo.
En algunos casos, la adición del cromosoma (Y) extra resulta de la no disyunción durante la división celular poscigótica (mitosis) en el desarrollo embrionario temprano. Esto puede producir 46,XY/47,XYY, es decir, un mosaico genético (mosaicismo).

## Incidencia
Cerca de uno de cada mil niños nacen con cariotipo 47,XYY. La incidencia de 47,XYY no es afectada por la edad avanzada paternal ni maternal.

## Primer caso
El primer caso reportado de un hombre con cariotipo 47,XYY fue realizado por el Dr. Avery A. Sandberg y sus colegas en Roswell Park Memorial Institute en Búfalo, Nueva York, en 1961. Fue algo accidental en un hombre de 44 años, 1,83 m de estatura, de inteligencia promedio. Su cariotipo fue analizado porque tenía una hija con síndrome de Down.
En 1968 el antropólogo Ashley Montagu formulaba la hipótesis de que el cromosoma Y es «el responsable de la tasa normal de agresividad del varón normal XY» y que la presencia de «una doble dosis de esta facultad» podría ser causa de una agresividad casi sobrehumana. «Algunos individuos», escribía, «parecen ser dominados por su agresividad como si... estuvieran poseídos de un demonio. Parecería que ese demonio consiste en la peculiar naturaleza del cromosoma Y adicional».